# Leon Oppenheimer
Leon (Leo) Oppenheimer (* 5. April 1841 in Höchberg; † 14. Juni 1912 in Würzburg) war ein jüdischer Arzt, Hochschullehrer und königlich-bayerischer Hofrat.

## Leben
Leon Oppenheimer wuchs als Sohn der Händlerfamilie Felix und Hanna Oppenheimer in Höchberg und Würzburg auf. Bis um 1859 besuchte er das Wirsberg-Gymnasium in Würzburg. Daraufhin studierte er Medizin an der Julius-Maximilians-Universität Würzburg und wurde im Jahre 1861 in das Corps Moenania (x,xxx) recipiert. Er promovierte im Jahre 1866. Danach nahm er im selben Jahr als Regimentsarzt im 6. Bayerischen Infanterie-Regiment am Deutschen Krieg teil.  
In Würzburg ließ er sich Ende der 1860er Jahre als Allgemeinarzt und Facharzt für Geburtshilfe und Frauenkrankheiten nieder. Im Jahre 1878 heiratete er Theresia (Therese) Oppenheimer (1855–1922), geb. Oppenheimer in Würzburg. Um 1880 wurde er Privatdozent an der Universität Würzburg. Im Jahre 1878 erhielt er das Heimat- und im Jahre 1884 das Bürgerrecht der Stadt Würzburg. 

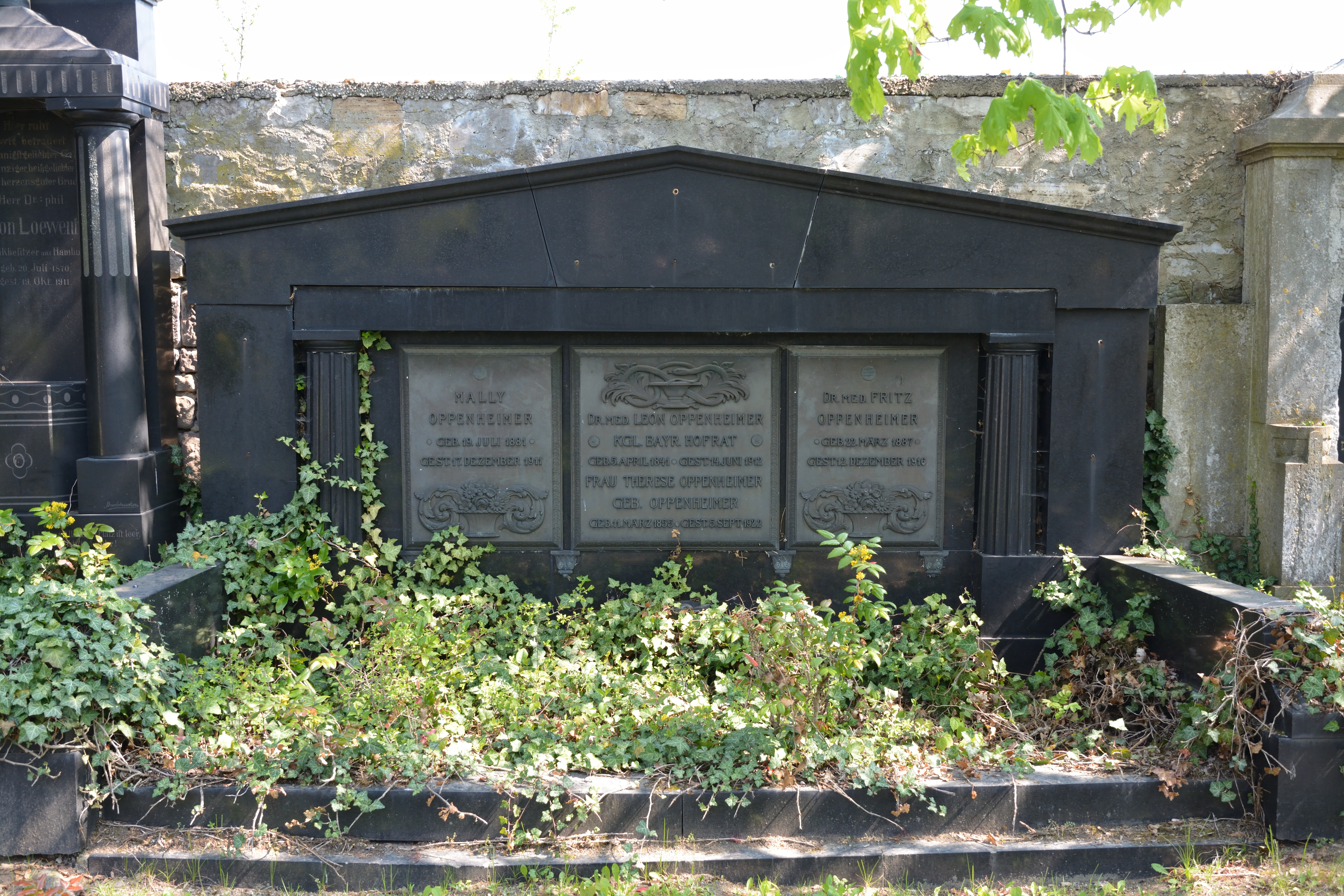
Grabmal der Familie Oppenheimer

Sein Grabstein ist noch heute auf dem jüdischen Friedhof in Würzburg zu finden.  

## Ehrung
- 1891 Ernennung zum königlich-bayerischen Hofrat.[2]

## Werke
- Die pathologisch-anatomischen Causalmomente der allgemeinen acuten Peritonitis, 1866. (Dissertation Universität Würzburg 1866 - katalog.bibliothek.uni-wuerzburg.de)